# افرفین
اُفِرفِین (به هلندی: Overveen) یک منطقهٔ مسکونی در هلند است که در بلومن‌دال واقع شده‌است. افرفین ۴٬۰۴۰ نفر جمعیت دارد.